# Arbouretum
Arbouretum é uma banda norte-americana de rock psicodélico, oriunda de Baltimore, Maryland, fundada em dezembro de 2002. A banda foi idealizada por Dave Heumann, que na época estava à procura de um projeto musical em andamento. Numa de suas primeiras formações, além do sempre presente Heumann (voz e guitarra), Arbouretum contava com Walker David Teret (guitarra), Mitchell Feldstein (bateria) e Corey Allender (baixo). Em 2004, a banda estreia com o disco Long Live the Well-Doer, seguido por Rites of Uncovering (2007) após pequeno hiato - este último álbum é liricamente influenciado pelos trabalhos de Paul Bowles. O segundo disco da banda pode ser vagamente entendido/percebido como uma mistura de blues, música folclórica, batidas tribais e stoner rock com alguma influência de jam sessions agindo como pano de fundo para as composições, bem como a própria musicalidade da banda.
Após o début pela gravadora Thrill Jockey, Arbouretum lança no ano seguinte, pelo mesmo selo, um álbum split com a conterrânea Pontiak. O disco, lançado apenas nos formatos vinil e download em MP3, combina canções originais de ambas as bandas com versões para canções de John Cale, cujo sobrenome, inclusive, dá título ao disco: Kale. No mesmo ano Arbouretum ainda passa por uma mudança de formação, com a entrada de Corey Allender (baixo), Daniel Franz (bateria) e Steve Strohmeier (guitarra). Com a estabilização do novo line up, a banda grava seu terceiro disco Song of the Pearl, lançado pela Thrill Jockey em 2009. O disco segue a mesma sonoridade consolidada desde o segundo disco, apenas com algumas variações estilísticas e nuanças que atestam a maturação/evolução da banda desde de seu período de fundação até o lançamento desse último disco. Para promover o disco a banda faz uma turnê nacional que culmina com o retorno aos estúdios para gravação dum novo trabalho. O resultado dessas gravações, que contaram com contribuições do recém chegado Matthew Pierce (teclados), foi lançado em The Gathering (2011) - um álbum fortemente inspirado pelos escritos d'O livro vermelho de Carl Jung.

## Discografia
- Long Live the Well-Doer (2004), Box Tree
- Rites of Uncovering (2007), Thrill Jockey
- Vapor Trails (2007), uma única e longa faixa de pura improvisação psicodélica - lançado pela própria banda.
- Kale (2008), álbum split com Pontiak - Thrill Jockey
- Song of the Pearl (2009), Thrill Jockey
- Sister Ray (2009), álbum ao vivo - lançado pela própria banda.
- The Gathering (2011), Thrill Jockey
- Aureola (2012), álbum split com Hush Arbors - Thrill Jockey
- Covered in Leaves (2012), EP - lançado pela própria banda.
- Coming Out of the Fog (2013), Thrill Jockey
- A Gourd of Gold (2013), EP - Latitudes